# John Graham-Cumming
John Graham-Cumming est un programmeur anglais connu pour être à l'origine d'une pétition demandant au gouvernement britannique de présenter ses excuses pour la persécution qu'Alan Turing a subi pour son homosexualité,.
En 2010, il est l'instigateur d'un projet visant à construire la machine analytique conçue par Charles Babbage,. Il a par ailleurs fait campagne pour que le code informatique utilisé dans les publications scientifiques soit obligatoirement open source.
Depuis 2019, il est directeur technique de la société Cloudflare.